# Fibrinogène
Le fibrinogène ou « facteur I » (FI : facteur un) est un facteur de la coagulation, protéine du plasma sanguin qui se transforme en fibrine lors de la coagulation.
Ce fibrinogène passera sous forme de fibrine ce qui permettra la coagulation

## Structure
C'est une glycoprotéine hexamérique d'une masse molaire de 340 kDa synthétisée au niveau hépatique et dans les mégacaryocytes.
Cette glycoprotéine est soluble et présente à une concentration normale comprise entre 1,8 et 4,0 g/L dans le plasma humain. Il est constitué de trois paires de chaines peptidiques homologues, dites alpha, bêta et gamma, liées entre elles par des ponts disulfure. Les extrémités amino-terminales sont au centre et les extrémités carboxy-terminales sont aux extrémités. Le centre de la molécule contient deux fibrinopeptides (FPA & FPB) et est riche en glutamate, aspartate et tyrosine-O-Sulfate, c'est donc une région fortement négative. Cette région fortement négative permet à la protéine d'être hydrosoluble et entraîne une répulsion des molécules de fibrinogène entre elles.
Le fibrinogène représente 2 à 3 % des protéines plasmatiques
Il est possible de précipiter le fibrinogène d'un plasma par du calcium (CaCl2 à 20 mM final, en présence de quelques grains de silice ou de kaolin, 1h d'incubation en BM à 37 °C)

## Les gènes
Les trois chaines sont synthétisées par trois gènes appelés FGA, FGB et FGG, tous situés sur le chromosome 4 humain. Les mutations sur ces gènes peuvent conduire à une afibrinogènémie, une hypofibrinogènémie ou une dysfibrinogènémie (fibrinogène présent mais avec une fonction déficiente).
D'autres gènes interviennent dans la régulation et le taux sanguin de fibrinogène mais ne semblent pas jouer un rôle significatif dans le risque cardio-vasculaire.

## Rôles
La transformation du fibrinogène en fibrine se fait sous l'action de la thrombine. Le fibrinogène soluble, une fois transformé en fibrine, est insoluble dans le plasma sanguin (et donc dans l'eau) et permet la formation du caillot.
Le fibrinogène intervient également dans l'inflammation. Il stimule l'angiogenèse (formation de vaisseaux sanguins) dans les tumeurs et favorise la prolifération des fibroblastes, intervenant ainsi dans les fibroses.

## Utilisation en tant que test diagnostique
Son dosage est augmenté en cas de syndrome inflammatoire sauf dans certains sepsis sévères compliqués de coagulation intravasculaire disséminée (CIVD) où le fibrinogène qui est certes produit en quantité plus importante du fait de l'inflammation ne suffit pas à compenser sa perte importante par consommation lors de la formation des thrombi. Le fibrinogène est en effet diminué dans toutes les CIVD.
Son taux est corrélé avec un risque plus important de survenue d'une maladie cardio-vasculaire.

## Utilisation en thérapeutique
Il est possible de purifier le fibrinogène par précipitation à l'aide de glycine saturée. Le fibrinogène ainsi récupéré permet, entre autres, d'effectuer des perfusions aux sujets qui en sont déficitaires (afibrinémie, CIVD, réanimation chirurgicale) afin de stopper leurs hémorragies.